# Wieszczyna
Wieszczyna (dříve Nowa Wieś; německy Neudeck) je ves v jižním Polsku, v Opolském vojvodství, v okrese Prudník, ve gmině Prudník.

## Geografie

### Poloha
Wieszczyna se nachází na jihu historického regionu Horní Slezsko. Obec leží asi šest kilometrů jihozápadně od sídla obce a okresního města Prudník a asi 56 kilometrů jihozápadně od hlavního města vojvodství Opole. Hranice s Českou republikou vede asi kilometr jižně od obce.

### Sousední obce
Sousedními obcemi jsou Pokrzywna na západě, Moszczanka na severu a Dębowiec na východě.

## Historie
Do roku 1945 patřila obec do správního obvodu Neustadt O.S.
V roce 1945 přešla dříve německá obec Neudeck pod polskou správu, byla přejmenována na Wieszczyna a přiřazena ke Slezskému vojvodství. V roce 1950 patřila obec k Oppelskému vojvodství. V roce 1999 byla obec připojeno k okresu Prudník.